# Косково (село, Кічменгсько-Городецький район)
Ко́сково (рос. Косково) — село у складі Кічменгсько-Городецького району Вологодської області, Росія. Входить до складу Кічмензького сільського поселення.

## Населення
Населення — 246 осіб (2010; 270 у 2002).
Національний склад (станом на 2002 рік):
- росіяни — 100 %